# Jeunesse sportive Madinet Skikda
 (octobre 2014).
Si vous disposez d'ouvrages ou d'articles de référence ou si vous connaissez des sites web de qualité traitant du thème abordé ici, merci de compléter l'article en donnant les références utiles à sa vérifiabilité et en les liant à la section « Notes et références ».
 (juillet 2022).
Pour les articles homonymes, voir JSM.
Ne doit pas être confondu avec Jeunesse sportive espérance de Skikda.
Maillots
Actualités
La Jeunesse Sportive Madinet Skikda (en arabe : الشبيبة الرياضية لمدينة سكيكدة, plus couramment abrégé en JSM Skikda ou JSMS, est un club de football algérien fondé en 1936 et basé dans la ville de Skikda

## Histoire
Le club a été créé par un groupe de personnes dont Dr Kessous, Ahmed Benslimane, Ramdane Damès, Hadjeriou Moha et Boukahla[réf. nécessaire] le 8 août 1936[réf. nécessaire].
Lors de la période coloniale le club se nomme Jeunesse Sportive Musulmane de Philippeville.
La Jeunesse Sportive Madinet Skikda joue en première division algérienne durant quatre saisons, en 1965-1966, en 1967-1968, en 1987-1988 et en 2020-2021 
Au sein de l'élite, le club gagne 24 matchs, perd 37 matchs et réalise 25 matchs nuls. Le club atteint la finale de la coupe d’Algérie lors de l'édition de 1967, match perdu 1 à 0 contre l'ES Sétif.
Le club évolue pour les saisons entre 2011 et 2015 en troisième division, division amateure. La JSMS remporte le titre de champion de cette division en 2015[réf. nécessaire], retrouvant la Ligue 2 cinq ans après sa relégation en 2011, et durant la saison de 2019-2020, la JSMS retrouve enfin la Ligue 1 après 33 ans d'attente mais le club ne reste qu'une saison dans la première division et, à la suite de performances décevantes (5 victoires, 3 matchs nuls et 30 défaites) retourne en Ligue 2.

## Bilan sportif

### Palmarès
| Compétitions nationales | Compétitions jeunes                                                                      |
| --- | ---------------------------------------------------------------------------------------- |
| - Coupe d'Algérie - Finaliste : 1967. - Championnat d'Algérie de D2 (3) - Champion : 1965, 1967 et 1987. - Vice champion : 2020. - Championnat d'Algérie de D3 (4) - Champion Gr Est : 1998, 2000, 2008 et 2015. - Ligue de Constantine (1) : - Champion : 1952-53. | - Coupe d'Algérie Junior - Finaliste : 1968. - Coupe d'Algérie Cadet - Finaliste : 1974. |

### Les performances du club
La JSMS détient le record[Lequel ?][réf. nécessaire] de 34 matchs de suite sans défaite durant la saison 1986-1987 disputé en D2, soit l'intégralité de la saison.

## Parcours

### Classement en championnat par année
- 1962-63 : C-H Est Gr. II 2e
- 1963-64 : DH Est, Gr. Est 5e
- 1964-65 : D2, Gr. Est 1er
- 1965-66 : D1, 14e
- 1966-67 : D2, 1er
- 1967-68 : D1, 11e
- 1968-69 : D2, 9e
- 1969-70 : D2, Gr. Centre-Est 9e
- 1970-71 : D2, Gr. Centre-Est 4e
- 1971-72 : D2, Gr. Est 4e
- 1972-73 : D2, Gr. Est 6e
- 1973-74 : D2, Gr. Est 2e
- 1974-75 : D2, Gr. Est 8e
- 1975-76 : D2, Gr. Est 5e
- 1976-77 : D2, Gr. Est 9e
- 1977-78 : D2, Gr. Est 4e
- 1978-79 : D2, Gr. Est 4e
- 1979-80 : D2, Gr. Centre-Est 5e
- 1980-81 : D2, Gr. Centre-Est 4e
- 1981-82 : D2, Gr. Centre-Est 5e
- 1982-83 : D2, Gr. Centre-Est 12e
- 1983-84 : D2, Gr. Centre-Est 6e
- 1984-85 : D2, Gr. Est 3e
- 1985-86 : D2, Gr. Est 2e
- 1986-87 : D2, Gr. Est 1er
- 1987-88 : D1, 18e
- 1988-89 : D2, 5e
- 1989-90 : D2, 4e
- 1990-91 : D2, 7e
- 1991-92 : D2, Gr. Est 12e
- 1992-93 : D2, Gr. Est 12e
- 1993-94 : D2, Gr. Est 12e
- 1994-95 : D2, Gr. Est 14e
- 1995-96 : D2, Gr. Est 14e
- 1996-97 : D2, Gr. Est 15e
- 1997-98 : D3, Ligue de Constantine 1er
- 1998-99 : D2, Gr. Est 6e
- 1999-00 : D3, Gr. Est 3e
- 2000-01 : D2, Gr. Centre-Est 7e
- 2001-02 : D2, Gr. Centre-Est 17e
- 2002-03 : D2, Gr. Centre-Est 3e
- 2003-04 : D2, Gr. Est 9e
- 2004-05 : D3, Gr. Est 3e
- 2005-06 : D3, Gr. Est 5e
- 2006-07 : D3, Gr. Est 2e
- 2007-08 : D3, Gr. Est 1er
- 2008-09 : D2, 13e
- 2009-10 : D2, 11e
- 2010-11 : Ligue 2, 15e
- 2011-12 : DNA, Gr. Est 2e
- 2012-13 : DNA, Gr. Est 10e
- 2013-14 : DNA, Gr. Est 4e
- 2014-15 : DNA, Gr. Est 1er
- 2015-16 : Ligue 2, 6e
- 2016-17 : Ligue 2, 5e
- 2017-18 : Ligue 2, 6e
- 2018-19 : Ligue 2, 10e
- 2019-20 : Ligue 2, 2e
- 2020-21 : Ligue 1, 20e
- 2021-22 : Ligue 2, Centre-Est 5e
- 2022-23 : Ligue 2, Centre-Est 15e
- 2023-24 : D3, Inter-régions Est 14e
- 2024-25 : D3, Inter-régions Est 5e

### Parcours du JSMS en coupe d'Algérie
| Saison  | Tour                | Matchs              | Résultats                   |
| ------- | ------------------- | ------------------- | --------------------------- |
| 1962-63 | 1/4 de finale       | USM Alger           | 3-2                         |
| 1963-64 | ?                   | ?                   | ?                           |
| 1964-65 | 1/8 de finale       | NA Hussein Dey      | 3-0                         |
| 1965-66 | ?                   | ?                   | ?                           |
| 1966-67 | La finale           | ES Sétif            | 1-0                         |
| 1967-68 | 1/8 de finale       | NA Hussein Dey      | 1-1                         |
| 1968-69 | 1/32 de finale      | JS Djijel           | 1-0                         |
| 1969-70 | 1/16 de finale      | USM Bel Abbès       | 2-1 a.p.                    |
| 1970-71 | 1/16 de finale      | CS Sonatrach d'Oran | 2 - 2 a.p (aux corners 6-9) |
| 1971-72 | 1/16 de finale      | USM Bel Abbès       | 2-0                         |
| 1972-73 | ?                   | ?                   | ?                           |
| 1973-74 | ?                   | ?                   | ?                           |
| 1974-75 | 1/8 de finale       | USM Blida           | 3-0                         |
| 1975-76 | 1/16 de finale      | SA Mohamadia        | 3-2                         |
| 1976-77 | 1/32 de finale      | ES Sétif            | 1-0                         |
| 1977-78 | ?                   | ?                   | ?                           |
| 1978-79 | ?                   | ?                   | ?                           |
| 1979-80 | ?                   | ?                   | ?                           |
| 1980-81 | 1/16 de finale      | USM El Harrach      | 1-0                         |
| 1981-82 | ?                   | ?                   | ?                           |
| 1982-83 | ?                   | ?                   | ?                           |
| 1983-84 | ?                   | ?                   | ?                           |
| 1984-85 | 1/32 de finale      | ES Guelma           | 1-0                         |
| 1985-86 | 1/16 de finale      | E Collo             | 1-0                         |
| 1986-87 | 1/16 de finale      | CRE Constantine     | 1-0                         |
| 1987-88 | 1/8 de finale       | MC Alger            | 2-0 a.p.                    |
| 1988-89 | 1/8 de finale       | USM Bel Abbès       | 3-1                         |
| 1989-90 | N.J                 | N.J                 | N.J                         |
| 1990-91 | ?                   | ?                   | ?                           |
| 1991-92 | ?                   | ?                   | ?                           |
| 1992-93 | N.J                 | N.J                 | N.J                         |
| 1993-94 | 1/16 de finale      | OM Ruisseau         | 3-0                         |
| 1994-95 | ?                   | ?                   | ?                           |
| 1995-96 | 5 ème tour régional | HAMRA Annaba        | 1-0                         |
| 1996-97 | 1/16 de finale      | USM Alger           | 2-2 (t.a.b 3-2)             |
| 1997-98 | ?                   | ?                   | ?                           |
| 1998-99 | 1/16 de finale      | HB Chelghoum Laid   | 5-1                         |
| 1999-00 | 1/32 de finale      | NA Hussein Dey      | 1-0 but en or               |
| 2000-01 | 1/2 finale          | USM Alger           | 3-0                         |
| 2001-02 | 1/8 de finale       | WA Tlemcen          | 1-0                         |
| 2002-03 | 3 ème tour régional | AR Skikda           | ?                           |
| 2003-04 | 1/16 de finale      | USM Ain Beida       | 1-1 (t.a.b. 4-3)            |
| 2004-05 | 1/16 de finale      | MC Alger            | 1-0                         |
| 2005-06 | ?                   | ?                   | ?                           |
| 2006-07 | ?                   | ?                   | ?                           |
| 2007-08 | 2 ème tour régional | DRB Tadjenanet      | 3-0                         |
| 2008-09 | 1/16 de final       | ES Ben Aknoun       | 2-2 (t.a.b. 6-5)            |
| 2009-10 | 1/32 de final       | MC Saïda            | 3-0                         |
| 2010-11 | 3 ème tour régional | USM Ain Beida       | 2-0                         |
| 2011-12 | 3 ème tour régional | MB Constantine      | 1-1 (t.a.b. 3-1)            |
| 2012-13 | 1/32 de final       | MC Oran             | 1-4                         |
| 2013-14 | 1/32 de final       | CRB Ain Fakroun     | 3-0                         |
| 2014-15 | 2 ème tour régional | IRB Ain Lahdjar     | 1-0                         |
| 2015-16 | tour régional       | JJ Azzaba           | 2-1                         |
| 2016-17 | 3 ème tour régional | IRB Ain Lahdjar     | 2-1                         |
| 2017-18 | 1/32 de final       | US Biskra           | 3-0                         |
| 2018-19 | 1/32 de final       | JSM Béjaïa          | 2-1                         |
| 2019-20 | 3 ème tour régional | MO Constantine      | 2-1 a.p.                    |
| 2020-21 | 1/8 de final        | JS Saoura           | 4-0                         |
| 2021-22 | N.J                 | N.J                 | N.J                         |
| 2022-23 | 3 ème tour régional | US Chaouia          | 4-1                         |
| 2023-24 | 3 ème tour régional | USM Sétif           | forfait                     |
| 2024-25 | 2 ème tour régional | JB Ain Kercha       | 0-0 pen (5-4)               |

## Identité du club

### Couleurs
Les couleurs du club sont: le noir et blanc; orné du symbole (V) sur le maillot.

### Historique des logos du club

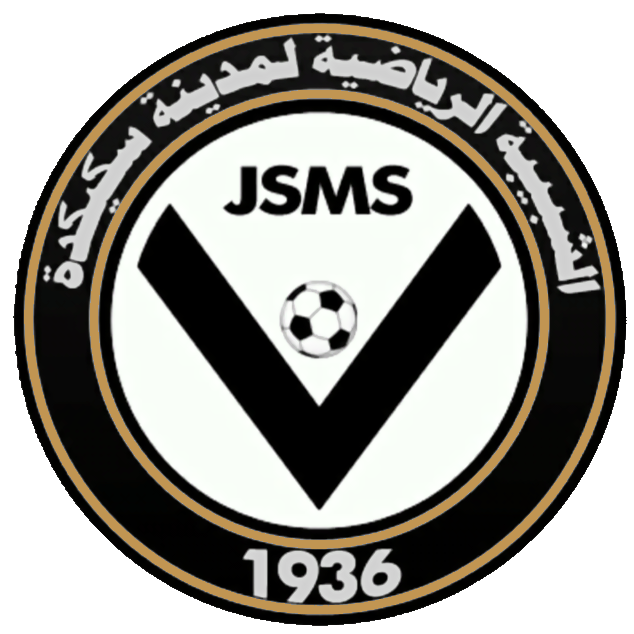
Logo actuel[Quand ?]
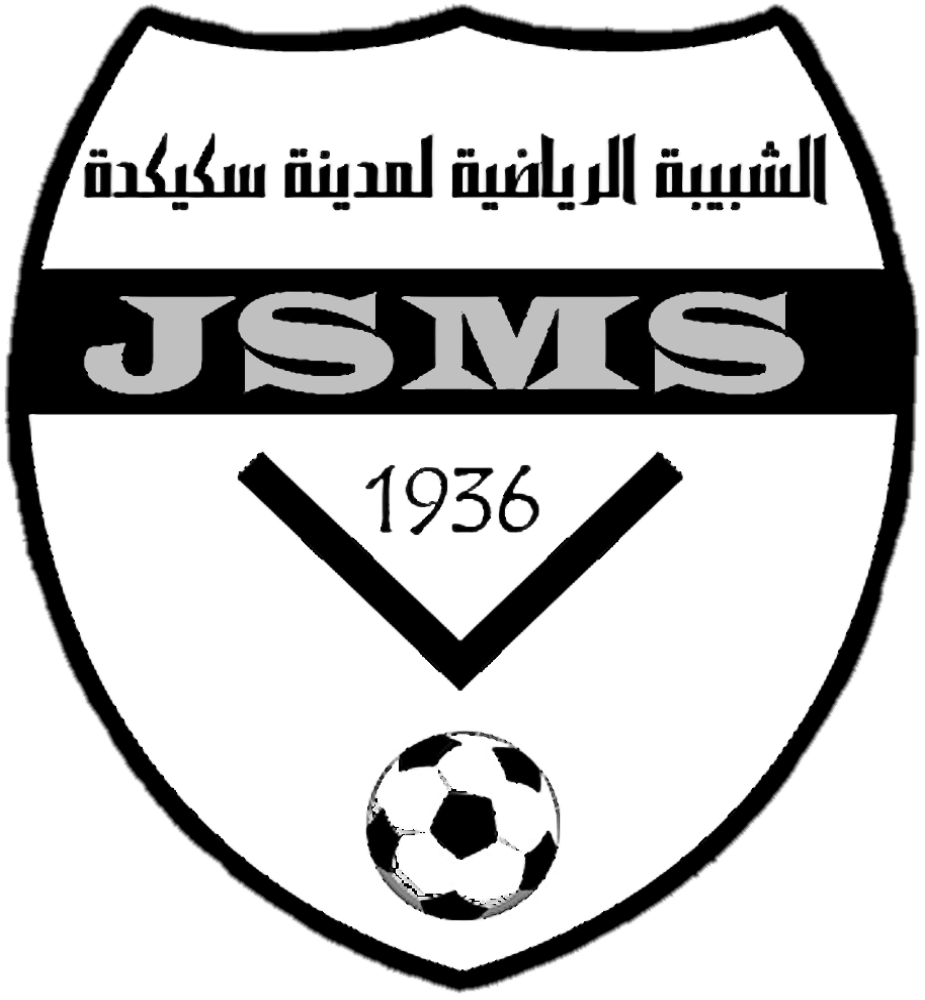
Logo entre 1960 Et 1977
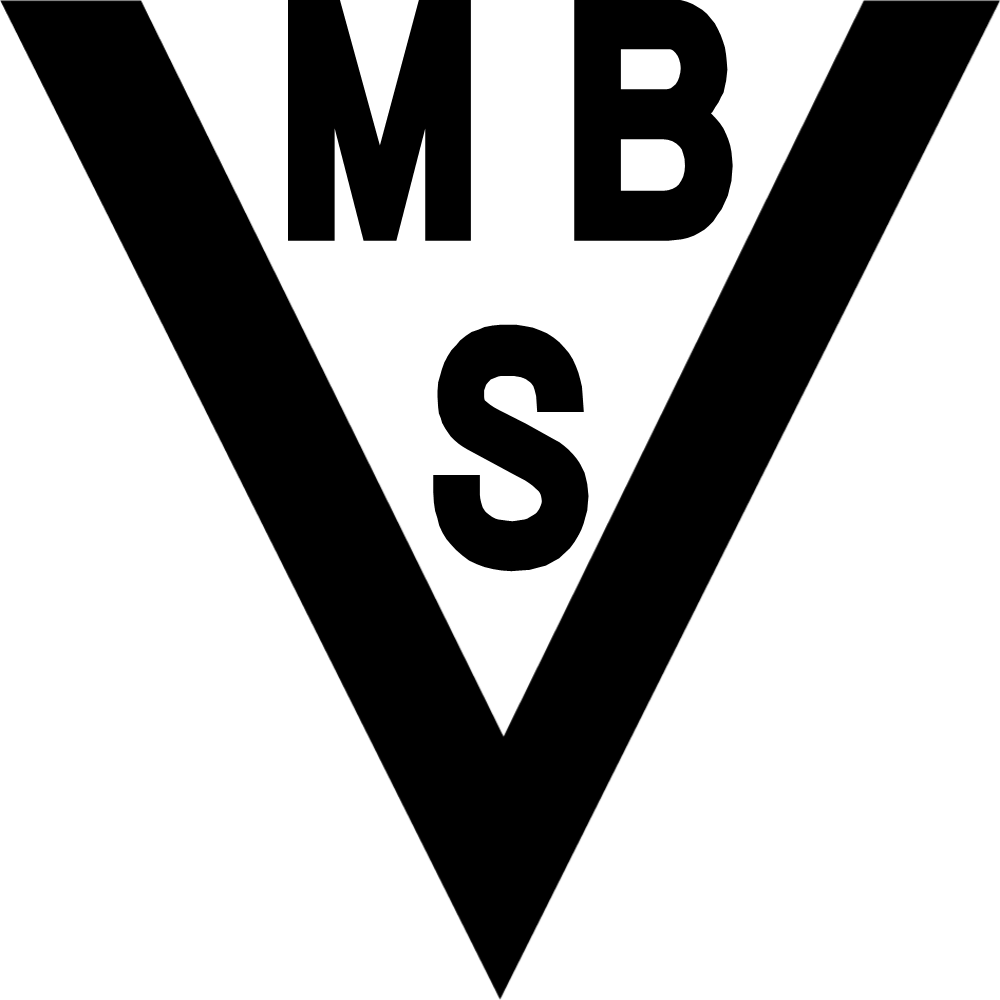
Écusson du club lors du changement de nom de 1977 à 1990
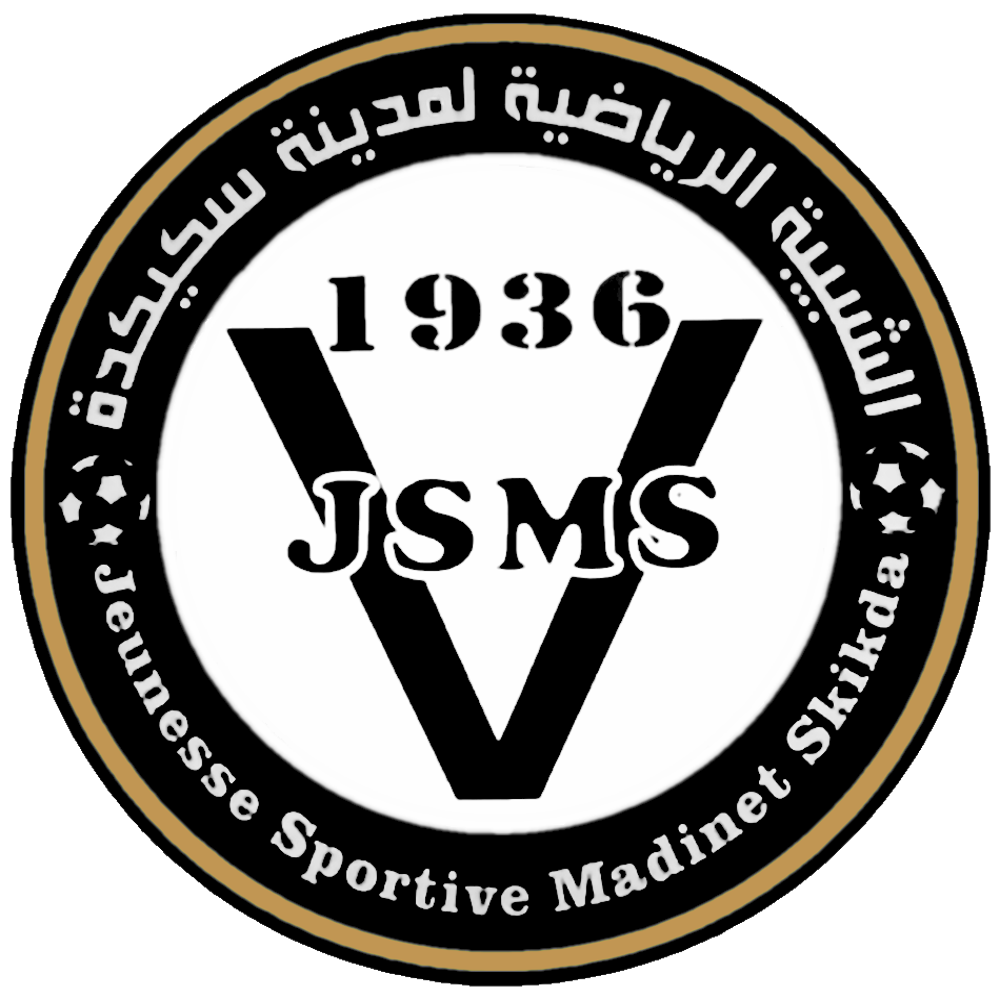
Logo du club entre 2013 et 2017
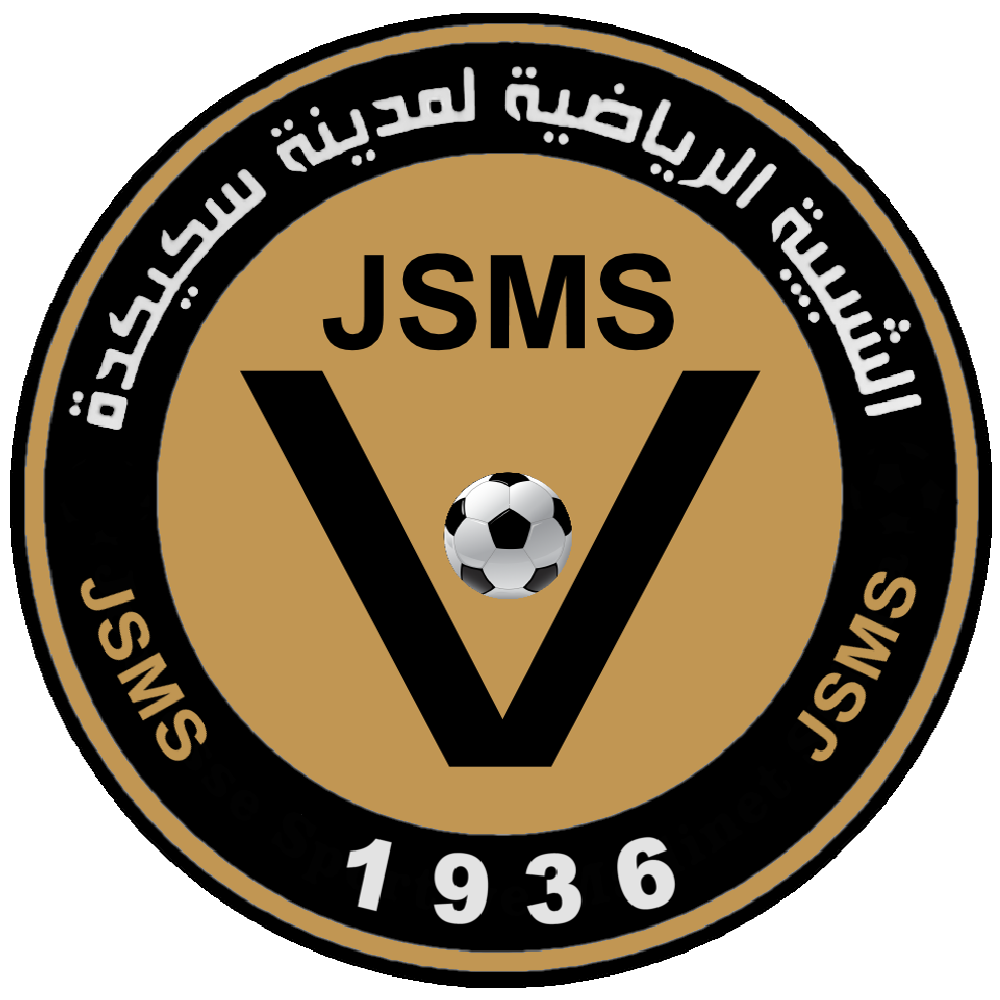
Logo du club entre 2017 et 2022
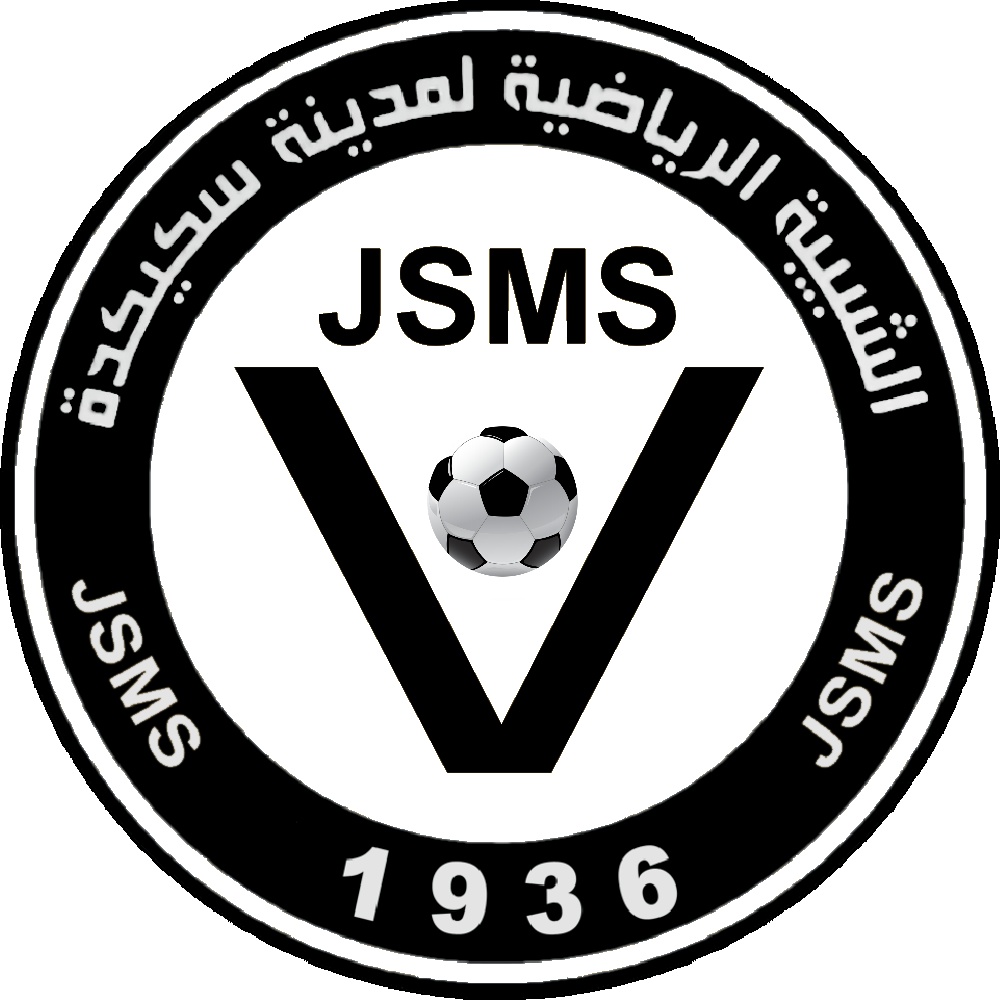
Logo du club à partir de 2022

### Différents noms du club
| Jeunesse Sportive Musulmane de Philippeville |
| -------------------------------------------- |

| Jeunesse Sportive Musulmane de Philippeville |
| -------------------------------------------- |

| Jeunesse Sportive Madinet Skikda |
| -------------------------------- |

| Machâal Baladiat Skikda ou encore Mechaal Baladi Skikdi[réf. nécessaire] |
| ------------------------------------------------------------------------ |

| Jeunesse Sportive Madinet Skikda |
| -------------------------------- |

## Structures du club

### Stade
Le club évolue au Stade du 20-Août-1955, situé dans la ville de Skikda. Il est le lieu d’entraînement du club. Il a été construit pendant l'ère coloniale.

### Sponsors et équipementiers
- Brandt
- Entreprise Port de Skikda
- Sonatrach
- Joma

## Culture populaire
Les supporters de la JSMS sont communément appelés[Par qui ?] Bila Houdoud (Sans Frontières) pour ces grand déplacements. Un premier club Ultras a été créé en 2013, les "Ultras Senza Confine", puis un second en 2013 Ultras "Onda nera" et un troisième en 2015 "Ultras morte pirates", "Ultras ouled russicada" en 2015, "Ultras victoria" en 2017, "Ultras black street,groupe black army" en 2019", "Groupe marinai en 2024", "Ultra’ capitano, Ultras guardie nere" en 2024.

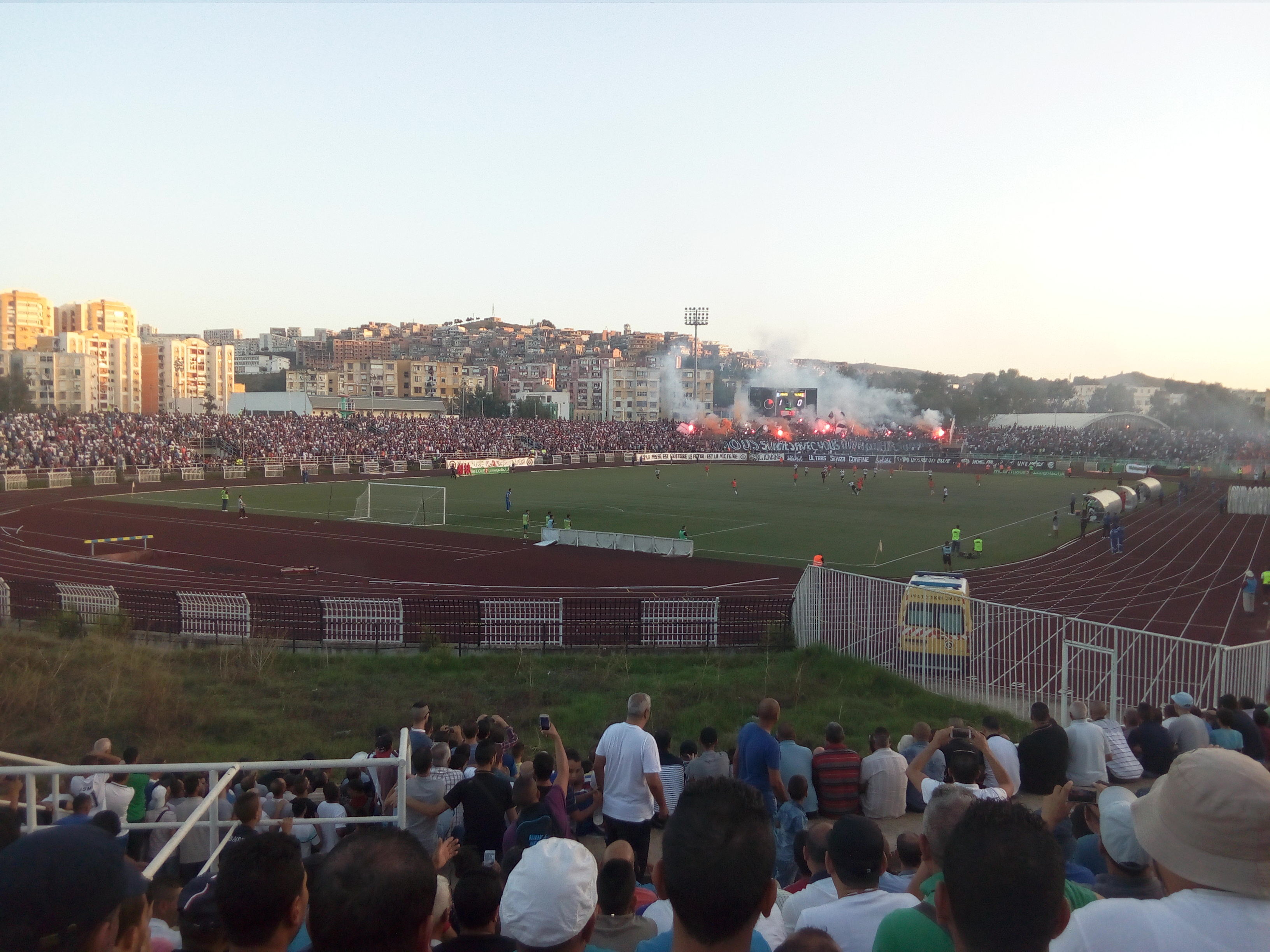
Les Supporters de JSMS vs WAB en 2016

### Groupe de supporteurs

#### Les Ultras
Il y a trois Ultras (groupe de Supporters)

| Noms                                | Abréviations | Emblèmes        | Dates de Création | Emplacements du Stade |
| ----------------------------------- | ------------ | --------------- | ----------------- | --------------------- |
| Ultras Senza Confine (retrait 2024) | SC13         | بلا حدود        | 05/04/2013        | Curva Sud             |
| Ultras Ouled Russicada              | UOR15        | Tribune sauvage | 11/08/2015        | Tribune droite        |
| Ultra' capitano                     | UC24         | Capi            | 27/09/2024        | Curva Sud             |
| group marinai                       | GM21         | البحارة         | 30/12/2023        | Tribune Gauche        |

### Le derby: JSMS-ESC
Le derby  de la région est la rencontre qui oppose la JSM Skikda avec l'ES Collo. D'autres derbys, de moindre importance opposent le club aux équipes de Skikda comme : le WA Remdan Djamal, la JJ Azzaba, le R El Harrouche et le WJ Skikda.